# Папалоапан
Папалоапан (ісп. Río Papaloapan) — одна з головних річок мексиканського штату Веракрус. Назва походить від науатльського papaloapan, що означає «річка метеликів».
1518 року експедиція Хуана де Гріхальви помітила річку й назвала її Ріо-де-Альварадо :34. Папалоапан починається в Сьєрра-Мадре-де-Оахака на кордоні між штатами Веракрус і Оахака. Вона утворюється в місці злиття річок Санто-Домінго та Валле-Насьональ на південний захід від Сан-Хуан Баутіста-Тустепека в Оахаці. Інша велика притока — річка Тонто. Папалоапан петляє протягом 122 км у північно-східному напрямку через прибережну рівнину до впадіння в лагуну Альварадо. Басейн річки охоплює 46 517 км2 (другий за величиною в Мексиці), в ньому розміщені 244 муніципалітети з населенням близько 3,3 млн осіб. На берегах Папалоапану розташовані міста Сан-Хуан-Баутіста-Тустепек і Тлакоталпан (Веракрус).
У минулому басейн річки Папалоапан зазнавав частих повеней, а збитки іноді посилювали циклони. Особливо сильна повінь у вересні 1944 року охопила 470 000 га (1 200 000 акрів), що призвело до значних людських жертв і матеріальних збитків. Дамба Мігеля Алемана на річці Тонто зменшила проблему, але після її завершення в 1955 році почалися нові повені. Повінь 1958 року охопила 195 000 га (480 000 акрів), а 1969 року — 340 000 га (840 000 акрів). Одночасно дренажна здатність річки Папалоапан зменшувалася через мул, який переносила річка Санто-Домінго. Будівництво 1989 року на річці Санто-Домінго дамби Серро-де-Оро зменшило масштаби повеней до контрольованого рівня.
Штати Оахака та Веракрус співпрацюють щодо розвитку басейну річки. Плани включають іригацію для покращення сільськогосподарського виробництва, сприяння лісівництву та рибництву, а також покращення доріг і річкового судноплавства. Заплановані проєкти розроблятимуть так, щоб уникнути екологічної шкоди, яка була предметом значних досліджень.

## Галерея

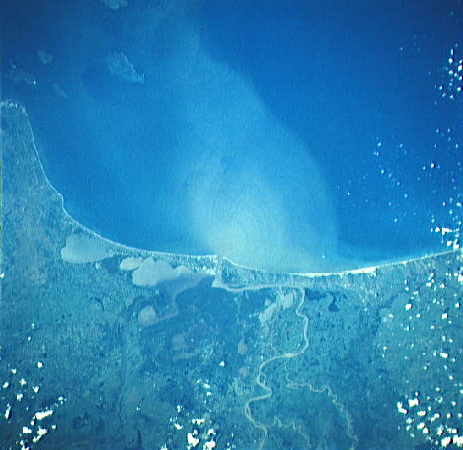
Супутниковий знімок річки Папалоапан, що закінчується в Мексиканській затоці
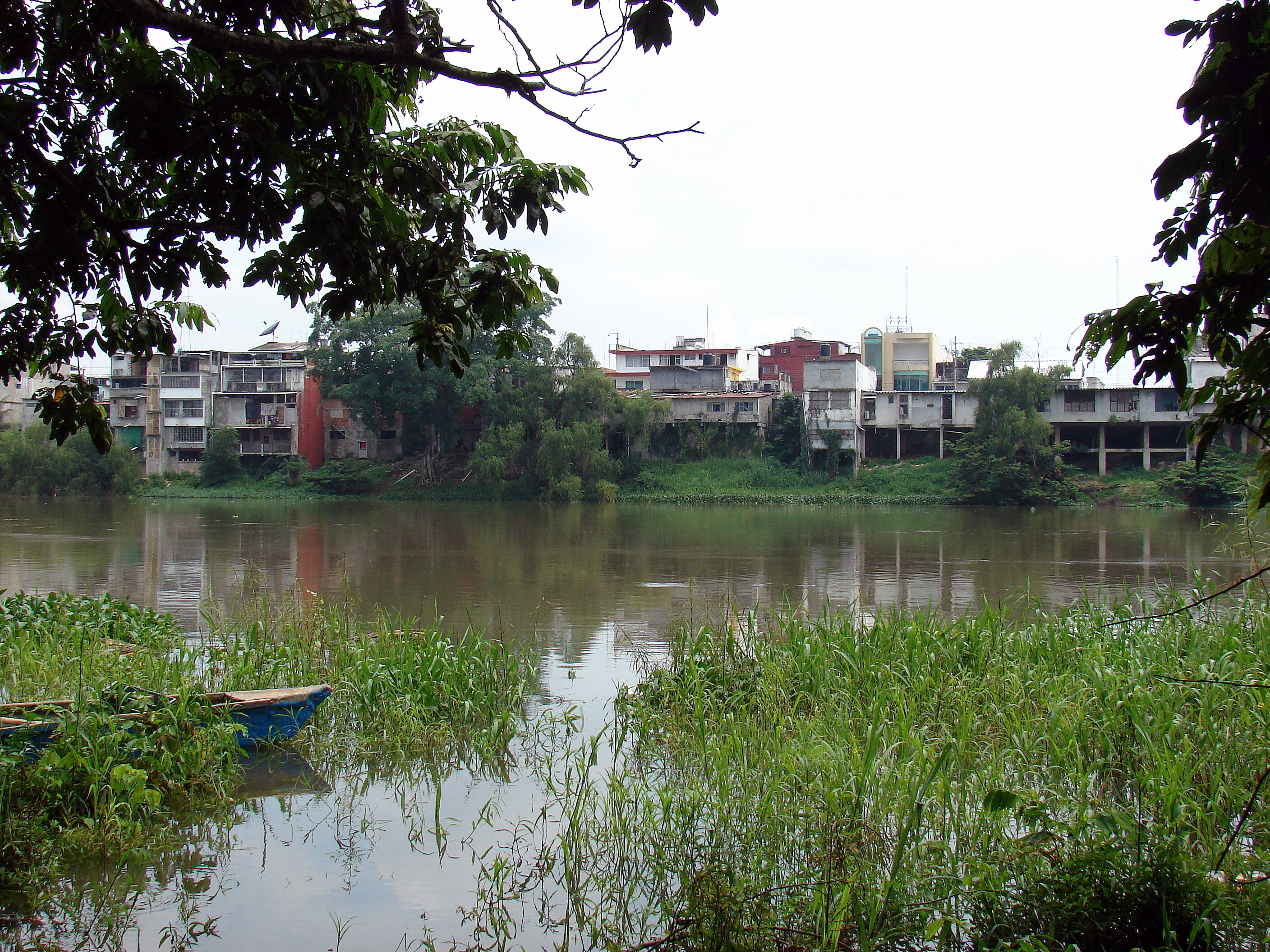
Папалоапан у Тустепеку
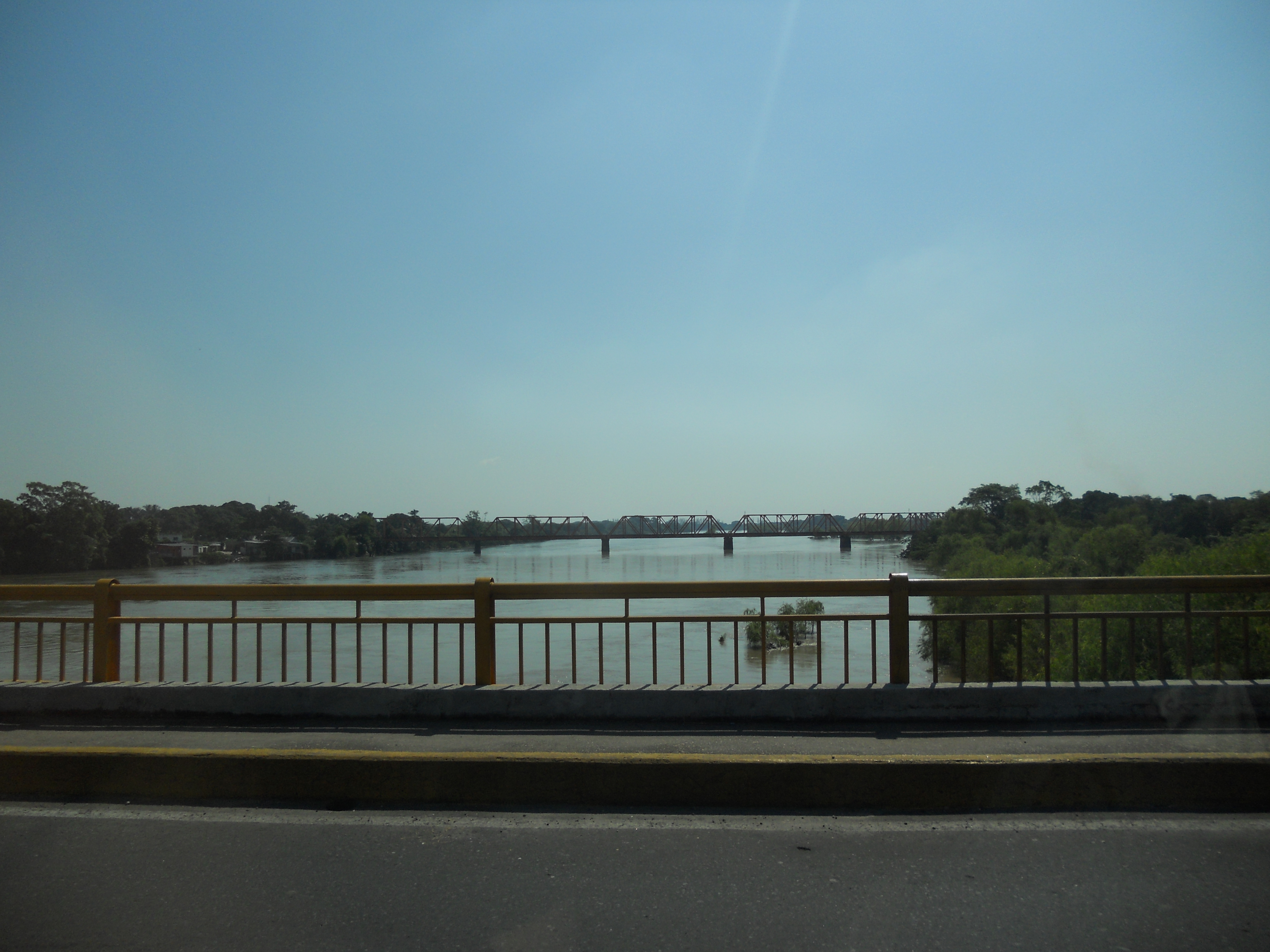
Краєвид на річку
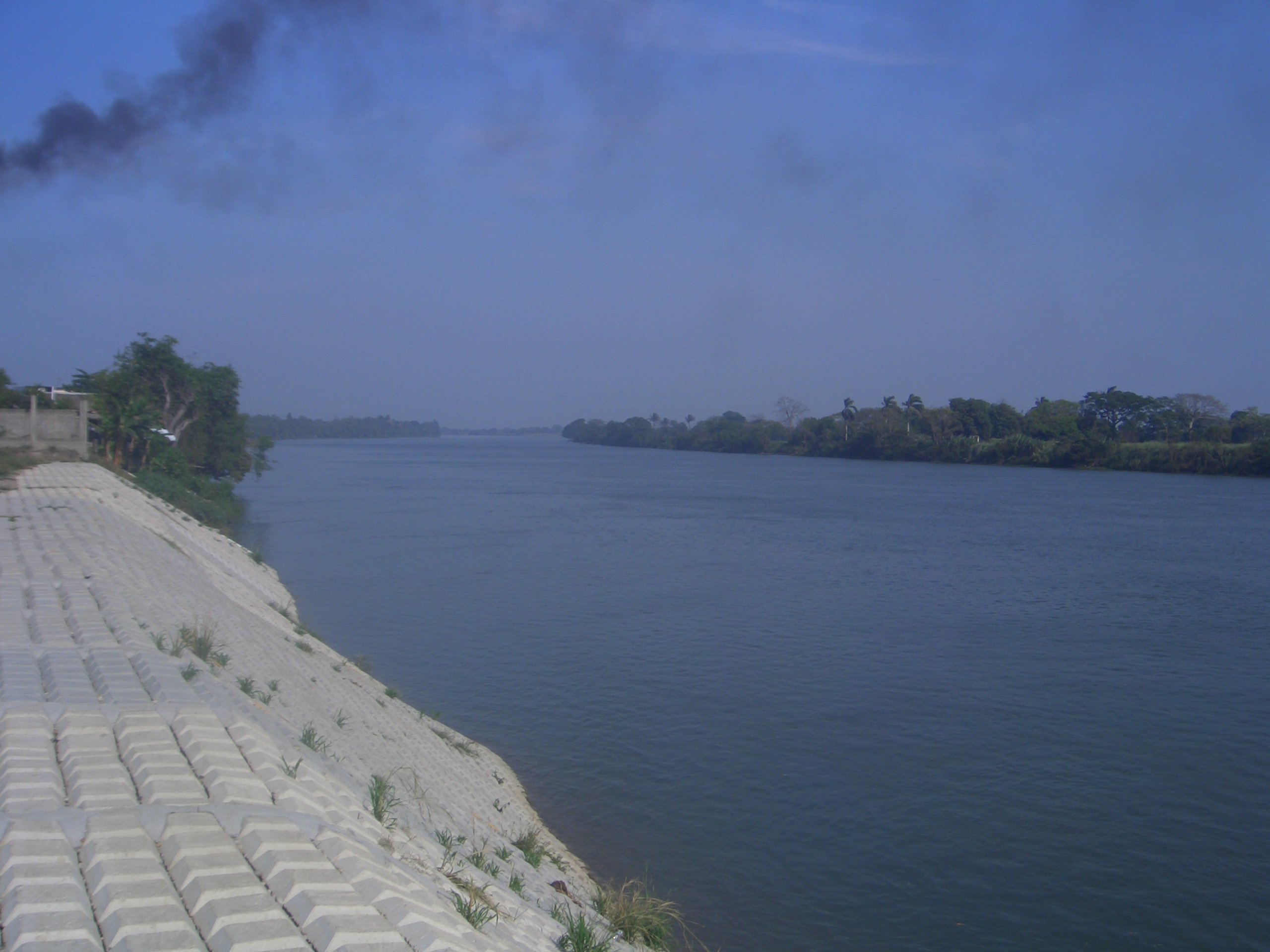
Річка Папалоапан перед Карлосом А. Каррільйо, Веракрус.
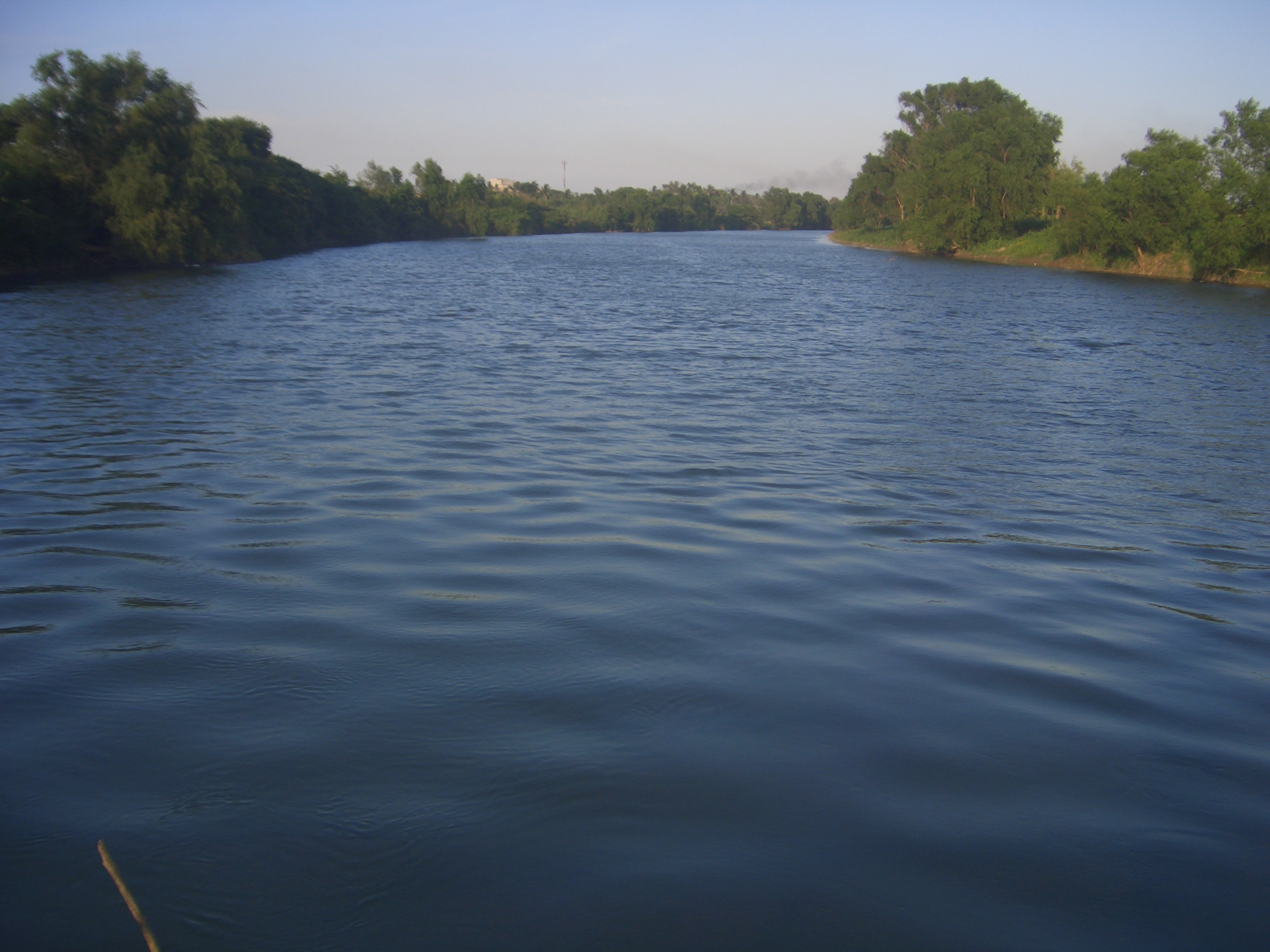
Річка Папалоапан перед Косамалоапаном